# Ludwig Herzfeld

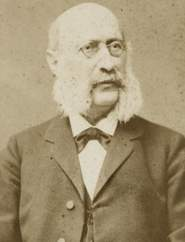
Ludwig Herzfeld (1819–1911)

Ludwig Herzfeld (* 12. September 1819 in Guhrau, Schlesien; † 24. August 1911 in Halle (Saale)) trat wegen des Bismarckschen Sozialistengesetzes für verfolgte Sozialdemokraten als Verteidiger auf und wurde Ehrenbürger der Stadt Halle, in der heute eine Straße nach ihm benannt ist.

## Leben
Herzfeld wurde 1819 als Sohn eines jüdischen Kaufmanns im schlesischen Städtchen Guhrau geboren. Er besuchte das Gymnasium in Glogau und studierte Jura an der Friedrich-Wilhelm-Universität in Berlin, wo er sich 1838 taufen ließ. Einer seiner Kommilitonen war Karl Marx. 1840 legte er das erste Staatsexamen ab, arbeitete als Auskultator beim Landgericht in Görlitz und nebenberuflich für die „Niederschlesische-Zweigbahn-Gesellschaft“, später beim Oberlandesgericht in Glogau. 1846 absolvierte er die Assessorprüfung in Berlin, erlebte dort das Revolutionsjahr 1848 und ließ sich 1849 als Rechtsanwalt und Notar in Sprottau nieder. Dort heiratete er 1849 Marie Clementine Wüsthoff. 1870 zog er nach Halle an der Saale, wo er eine große Kanzlei aufbaute.
Vor allem bei der Verteidigung von Sozialdemokraten, die durch das Bismarcksche Sozialistengesetz verfolgt wurden, bewies er Zivilcourage. So erreichte er 1888 für alle seine Mandanten im so genannten „Sozialistenprozess“ die Freisprüche. Dafür und für sein Engagement in der Kommunalpolitik ernannte die Stadt Halle ihn am 1. Januar 1900 zum Ehrenbürger der Stadt.
Herzfeld starb 1911 im 92. Lebensjahr und wurde auf dem Hallenser Nordfriedhof begraben. Seit 2022 wird sein Grab als Ehrengrab der Stadt Halle geführt.